# Judith Sargentini
Judith Sargentini (Amsterdam, 13 marzo 1974) è una politica olandese, europarlamentare dal 2009 per il partito Sinistra Verde, membro del Partito Verde Europeo.

## Biografia
Sargentini descrive la sua famiglia (di origini italiane, da Bozzano, frazione di Massarosa, in provincia di Lucca, Toscana, dal lato paterno, ma vissuta nei Paesi Bassi da sei generazioni) come "molto dotata di coscienza politica". Quando era bambina, i suoi genitori la portarono alle dimostrazioni contro il posizionamento di armi nucleari nei Paesi Bassi. Dal 1986 al 1992 frequentò la scuola superiore allo Spinozalyceum di Amsterdam. Dal 1992 al 1999 studiò Storia all'Università di Amsterdam, specializzandosi nei regimi totalitari e nella democratizzazione dell'Europa; ottenne il Master of Arts nel 1999.
A partire dal 1990 Sargentini intraprese l'attività politica, dapprima nel PSJG, l'ala giovanile del Partito socialista pacifista, e in seguito nella DWARS, l'ala giovanile di Sinistra Verde, un nuovo partito politico alla cui formazione il partito socialista pacifista aveva partecipato. Durante i suoi studi fu attiva anche nel movimento studentesco internazionale. Sargentini è vegetariana.

### Carriera politica
Sargentini fu segretaria dell'Unione Nazionale degli Studenti (1995–1996) e membro direttivo dell'Unione degli Studenti Europei (1998).
Dal 1999 al 2002 Sargentini sedette al consiglio municipale di Amsterdam come assistente cooptata. Nel 2002 fu eletta nel consiglio municipale di Amsterdam e dal 2006 al 2009 fu presidente di Sinistra Verde nella municipalità di Amsterdam; era la portavoce sulle questioni riguardanti il lavoro e il reddito, le politiche giovanili e l'ordine pubblico.
Oltre ad essere membra del consiglio comunale, Sargentini lavorò per varie ONG nell'ambito della cooperazione allo sviluppo. Dal 2000 al 2001 fu coordinatrice internazionale dello European Network for Information an Action in Southern Africa. In seguito lavorò come coordinatrice internazionale delle campagne di Fatal Transactions, una fondazione che evidenziava i problemi relativi al commercio internazionale dei "diamanti insanguinati" e al finanziamento delle guerre in Africa. Dal 2003 al 2007 lavorò come lobbista all'Istituto Olandese per il Sudafrica. Dal 2007 lavorò come consulente per Eurostep, un'alleanza europea di organizzazioni per la cooperazione allo sviluppo.

### Europarlamentare
Nel 2009 Sargentini fu una delle candidate alla posizione di leader nella lista di Sinistra Verde alle elezioni parlamentari europee del 2009; Sargentini poneva in evidenza problemi come la cooperazione allo sviluppo, le migrazioni, il cambiamento climatico e l'emancipazione. L'8 febbraio 2009 fu annunciato che era stata eletta come leader di Sinistra Verde nei Paesi Bassi per le elezioni parlamentari europee. Dopo cinque conteggi dei voti, fu eletta col 52.4% dei voti. Dal 2009 al 2013 presiedette la delegazione di Sinistra Verde.
Sargentini divenne membra della Commissione per le libertà civili, la giustizia e gli affari interni del Parlamento europeo (LIBE) e membro sostituto della Commissione per lo sviluppo del Parlamento europeo. Fa inoltre parte del Gruppo per il Supporto alla Democrazia e il Coordinamento delle Elezioni (DEG), che supervisiona le missioni del Parlamento europeo di osservazione sullo svolgimento di elezioni. Sargentini ha guidato missioni di osservatori in occasione di diverse elezioni, tra cui le elezioni parlamentari in Tunisia del 2014.
Inoltre, Sargentini è membra dell'intergruppo del Parlamento Europeo per i Diritti di lesbiche, gay, bisessuali, transgender e intersex (LGBTI). Infine, è vicepresidente dei gruppi di transpartito sul commercio equo (sponsorizzato dalla Fair Trade Advocacy), e sull'innovazione, l'accesso alle medicine e le malattie legate alla povertà (sponsorizzato da Medici senza frontiere).
Nel Parlamento europeo Sargentini è stata relatrice riguardo ai "minerali di conflitto". Nel 2014 assieme a Arturs Krišjānis Kariņš ha persuaso gli altri europarlamentari a introdurre nuove regole in base alle quali si dovessero creare dei registri pubblici che elencassero tutti i beneficiari delle compagnie e dei trust dell'Unione europea.

## Relazione Sargentini
Nel 2017 la Commissione per le libertà civili, la giustizia e gli affari interni (LIBE) del Parlamento europeo ha nominato il giudice Sangerntini relatrice per la stesura di un rapporto sull'eventuale violazione dei principi fondativi ai sensi dell'Articolo 7 dei Trattati sull'Unione Europea contro l'Ungheria.
La Relazione Sargentini (2017/2131(INL)) evidenzia i 12 aspetti più lampanti di violazione sulla situazione in Ungheria tra cui l'indipendenza della magistratura, corruzione, protezione dei dati, libertà di espressione, libertà accademica, libertà di religione, libertà di associazione, diritti delle minoranze, diritti fondamentali dei migranti dei richiedenti asilo e dei rifugiati..
La relazione è stata approvata dal Parlamento europeo in seduta plenaria il 12 settembre 2018 con 448 favorevoli, 197 contrari e 48 astenuti; essa, dunque, passa ora nelle mani del Consiglio dell'Unione europea, in cui i governi degli stati dell'Unione Europea dovranno decidere all'unanimità (eccetto l'Ungheria) se procedere o meno nell'applicazione dell'Articolo 7.
Il governo ungherese ha messo in questione la legittimità del voto dichiarando che per questo tipo di decisione è necessaria la maggioranza dei due terzi. Inoltre, il governo di Orbán sostiene che i voti degli astenuti non sarebbero dovuti essere omessi durante il processo della votazione, come invece è avvenuto. L'Ungheria si è rivolta alla corte europea di giustizia per una decisione. Il governo ungherese ha pubblicato quindi una risposta lunga 109 pagine, nella quale sostiene che la relazione di Sangentini riporta almeno 39 errori o falsità.